# Occulte Scheikunde
Occulte Scheikunde, vaak genoemd bij de Engelse naam Occult Chemistry, is de parawetenschap die tot doel heeft de samenstelling van de atomen te bestuderen door middel van helderziende of intuïtieve waarneming. Charles Webster Leadbeater en Annie Besant waren in deze discipline actief. De occulte scheikunde is een pseudowetenschap.